# 117781 Jamesfisher
117781 Jamesfisher è un asteroide della fascia principale. Scoperto nel 2005, presenta un'orbita caratterizzata da un semiasse maggiore pari a 2,7407465 UA e da un'eccentricità di 0,0566771, inclinata di 4,54895° rispetto all'eclittica.
L'asteroide è dedicato al professore statunitense James Randall Fisher.